# Dive Coaster
Il Dive Coaster (precedentemente conosciuto come Diving Machine) è un modello di montagna russa in acciaio prodotta dall'azienda Bolliger & Mabillard dove i passeggeri sperimentano un momento di caduta libera con almeno una discesa di 90 gradi. A differenza di altre montagne russe in cui la dopo la risalita il treno va diretto per la prima discesa, nel Dive Coaster la conduce ad un tratto pianeggiante di pista seguita da un freno di stazionamento che ferma il treno proprio all'inizio della caduta verticale. Dopo pochi secondi, il treno viene rilasciato nella discesa.
Lo sviluppo del Dive Coaster è iniziato tra il 1994 e il 1995 e con l'apertura del primo prototipo Oblivion ad Alton Towers il 14 marzo 1998, il che la rende la prima Dive Coaster al mondo. I treni per questo tipo di montagne sono relativamente corti e sono costituiti da due a tre vetture. Bolliger & Mabillard hanno recentemente iniziato ad utilizzare anche i treni senza pavimento su questo modello per migliorare l'esperienza. Nel  2014, sono presenti sette Dive Coaster, altri due sono stati aperti nel 2015 a Efteling e a Gardaland.

## Storia
Secondo Walter Bolliger, sviluppo del Dive Coaster è iniziata tra il 1994 e il 1995. Il 14 marzo del 1998, il primo Dive Coaster al mondo, Oblivion , fu aperto ad Alton Towers . Anche se Oblivion è classificato come Dive Coaster, non ha una vera e propria caduta verticale perché l'angolo di caduta è di 88,8 gradi. Due anni dopo, il secondo Dive Coaster costruito, Diving Machine G5, ha aperto a Janfusun Fancyworld e anche questo non ha una discesa perfettamente verticale. Nel 2005, ha aperto SheiKra a Busch Gardens Tampa Bay e fu il primo Dive Coaster per essere caratterizzata da una discesa di 90 gradi e di una nuova tipologia di freno acquatico. Nel 2007, Busch Gardens Williamsburg ha annunciato che Griffon sarebbe la prima Dive Coaster per essere caratterizzata da treni senza pavimento e SheiKra avrebbe sostituito suoi treni con quelli senza pavimento. Dopo SheiKra e Griffon, tutti i Dive Coaster  fabbricati hanno una discesa di 90 gradi, un freno aquatico, e treni senza pavimento. Nel 2011, la prima 'mini' Dive Coaster ha aperto a Heide Park Resort, chiamato Krake, altre due mini Dive sono Baron 1898 a Efteling e Oblivion - The Black Hole a Gardaland Park, unico in Italia. A differenza di altri Dive Coaster, hanno i treni più piccoli composti da tre file da sei passeggeri.